# Arthur Michael Ramsey

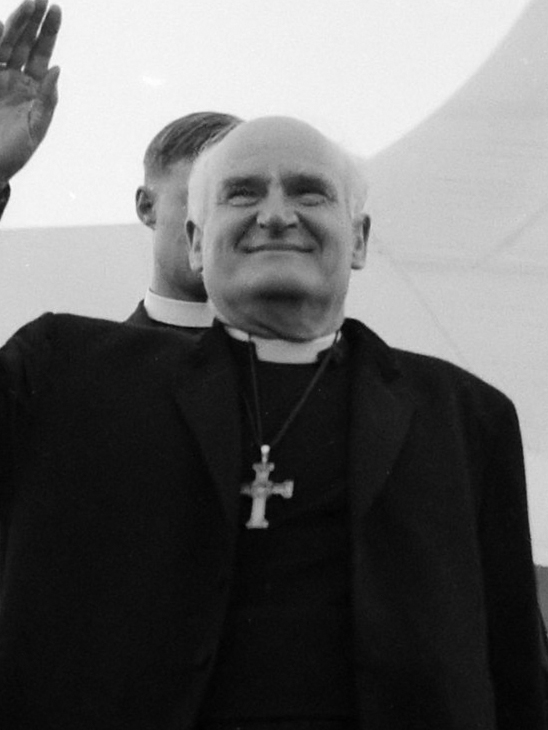
Erzbischof Michael Ramsey (1961)

Arthur Michael Ramsey, Baron Ramsey of Canterbury (* 14. November 1904 in Cambridge; † 23. April 1988 in Oxford) war in den Jahren 1961 bis 1974 Erzbischof von Canterbury.

## Leben
Ramsey studierte am Magdalene College der University of Cambridge. 1950 wurde er zum Regius Professor of Divinity ernannt, aber schon 1952 wurde er Bischof von Durham und später Erzbischof von York. Bei der Krönung der jungen Königin Elisabeth II. am 2. Juni 1953 in der Westminster Abbey war er einer der sie begleitenden Prälaten. Er war ein anerkannter Theologe und setzte sich in der ökumenischen Bewegung ein. Mit der Wahl zum 100. Erzbischof von Canterbury löste er in diesem Amt Geoffrey Fisher, der bereits in Cambridge sein Lehrer gewesen war, ab. Fisher wollte die Wahl Ramseys verhindern, indem er den Premierminister Harold Macmillan darauf hinwies, Ramseys Lehrer gewesen zu sein. Der Premierminister erwiderte, dass Fisher zwar Ramseys Lehrer gewesen wäre, aber nicht seiner. Ramsey galt als ein überaus liberaler Erzbischof, der sich nicht nur gegen starke Widerstände für die gesellschaftliche Integration von Immigranten aus dem Commonwealth einsetzte, sondern darüber hinaus für die Liberalisierung unter anderem des Sexualstrafrechts und für die Rechte von Homosexuellen.
Mit dem Amt als Erzbischof von York bzw. Canterbury ist die Mitgliedschaft im Oberhaus als geistlicher Lord verbunden. Nach dem Rückzug Ramseys ins Privatleben wurde er am 18. November 1974 als Baron Ramsey of Canterbury, of Canterbury in Kent, zum Life Peer der Peerage of the United Kingdom ernannt und behielt so seinen Oberhaus-Sitz. 1974 wurde ihm zudem die Royal Victorian Chain verliehen. 1983 wurde er Ehrenmitglied der British Academy.
Lord Ramsey starb 1988. Seine Asche wurde im Garten des Canterbury-Kreuzganges beigesetzt.